# Aire de mise en valeur de l'architecture et du patrimoine
En droit de l'urbanisme français, une aire de mise en valeur de l'architecture et du patrimoine (AVAP ou AMVAP) est une servitude d'utilité publique ayant pour objet de « promouvoir la mise en valeur du patrimoine bâti et des espaces ». Les AVAP ont été instituées par la loi Grenelle II du 12 juillet 2010 en remplacement des zones de protection du patrimoine architectural, urbain et paysager (ZPPAUP).
Une AVAP peut être établie par l'assemblée délibérante d'une commune, de plusieurs ou d'un établissement public de coopération intercommunale s'il est compétent en matière d'urbanisme. 
Un décret d'application no 2011-1903 du 19 décembre 2011 relatif aux aires de mise en valeur de l'architecture et du patrimoine est paru pour définir le contenu et la procédure d'établissement d'une AVAP, préciser les modalités de délivrance d'une autorisation de travaux dans cette aire et instaurer une sanction pénale en cas de contrevenance aux dispositions relatives à cette autorisation.
Les ZPPAUP mises en place avant le 14 juillet 2010 continueront de produire leurs effets de droit, au plus tard jusqu’au 14 juillet 2016.
La transformation des ZPPAUP en AVAP est considérée par certains défenseurs du patrimoine, comme Alexandre Gady, président de la SPPEF, comme une régression dans le droit de protection du patrimoine. L'association des Vieilles maisons françaises critique également la disposition, dénonçant un système de protection « plus que minimal ».
La loi relative à la liberté de la création, à l'architecture et au patrimoine du 7 juillet 2016 lui substitue les sites patrimoniaux remarquables, qui remplacent également les ZPPAUP et les secteurs sauvegardés.
L'AVAP étend le régime de protection au-delà des critères traditionnels du site classé ou inscrit en incluant « des paysages plus ordinaires et des espaces urbains, que le zonage permet de reconnaître et de valoriser dans des politiques intégrées de développement local ».

## Mise en œuvre
Le dossier d’aire de mise en valeur de l’architecture et du patrimoine est constitué de trois documents : 
- le rapport de présentation présente les objectifs de l’AVAP, fondés sur un diagnostic architectural, patrimonial et environnemental qui lui est annexé, prenant en compte le projet d'aménagement et de développement durables (PADD) du plan local d'urbanisme (PLU) s’il existe. Le diagnostic doit figurer intégralement dans le dossier ;
- le règlement comprend des prescriptions relatives à l’insertion des projets et à la mise en valeur des patrimoines ;
- les documents graphiques précisent le ou les périmètres et localisent les prescriptions du règlement.